# La Bâtiaz
La Bâtiaz (toponimo francese) è un quartiere del comune svizzero di Martigny, nel Canton Vallese (distretto di Martigny).

## Storia

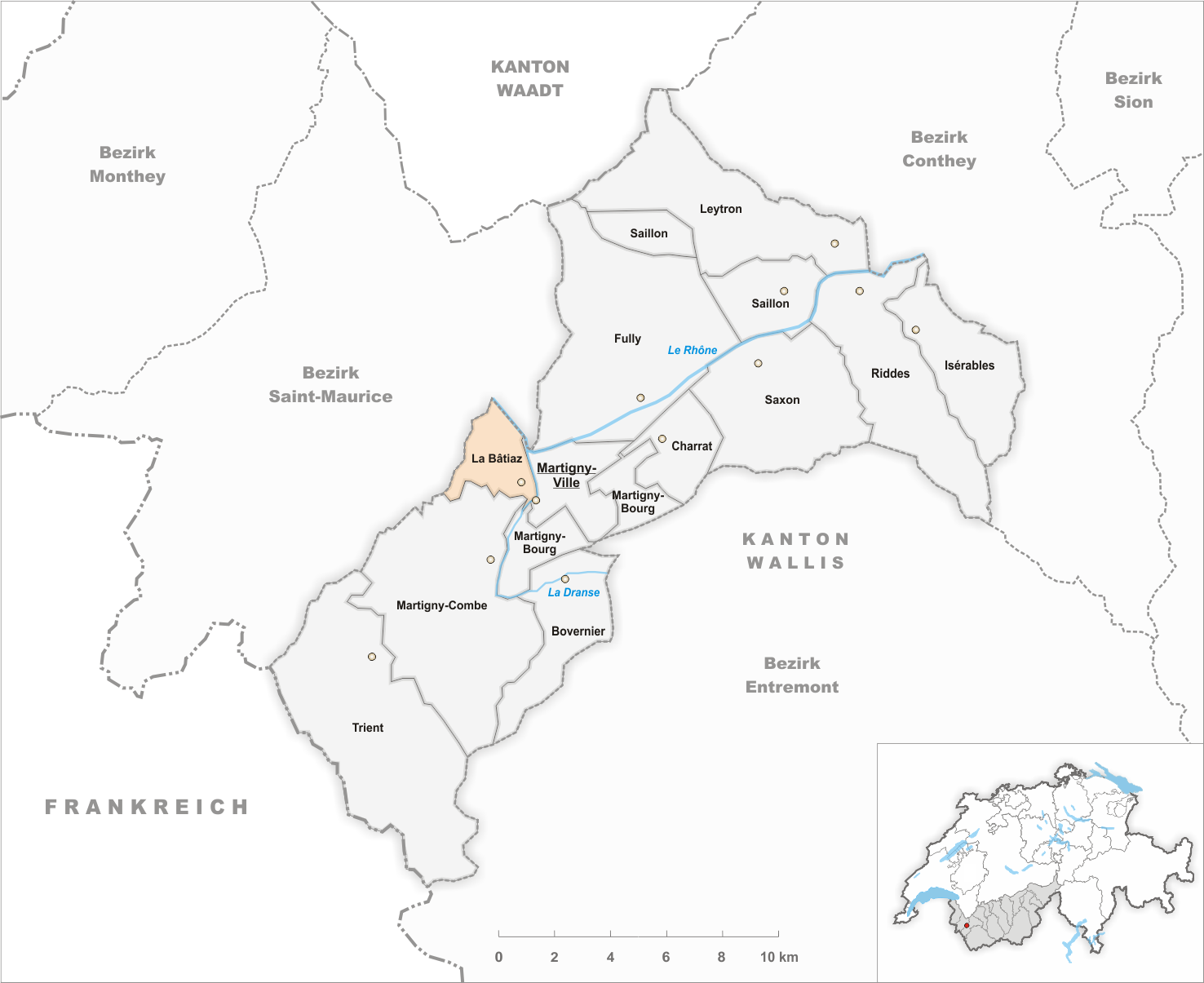
Il territorio del comune di La Bâtiaz prima degli accorpamenti comunali del 1956

Già comune autonomo istituito nel 1845 per scorporo da quello di Martigny-Combe, nel 1956 è stato accorpato al comune di Martigny-Ville, il quale a sua volta nel 1964 è stato accorpato all'altro comune soppresso di Martigny-Bourg per formare nuovamente il comune di Martigny.

## Monumenti e luoghi d'interesse

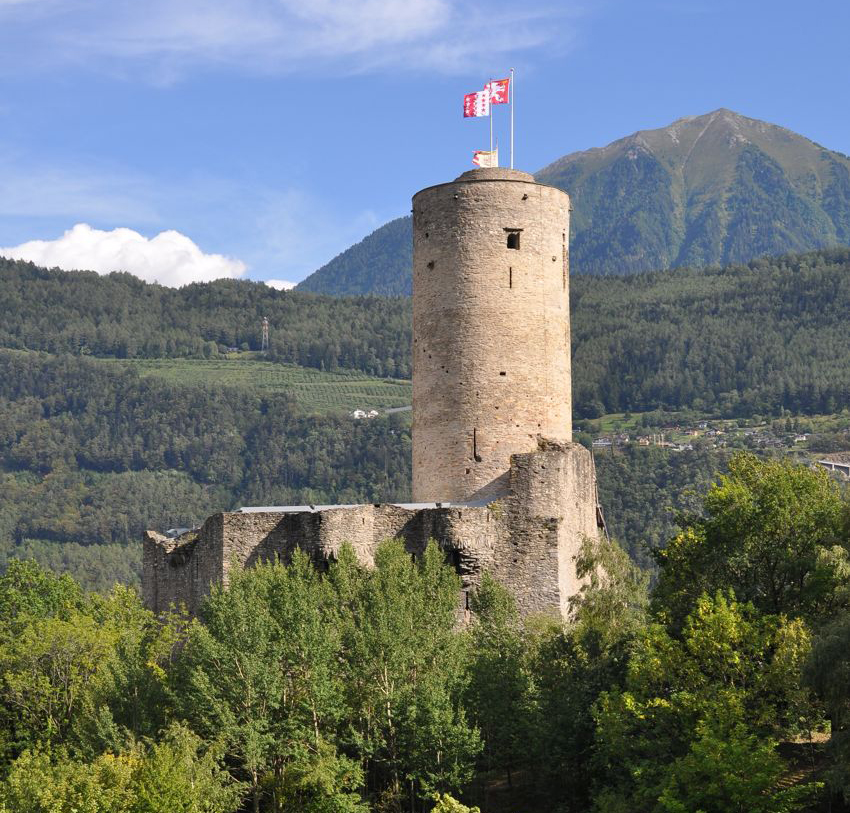
Il castello di Bâtiaz

- Castello di Bâtiaz, ricostruito nel 1260[1].

## Società

### Evoluzione demografica
L'evoluzione demografica è riportata nella seguente tabella:
Abitanti censiti